# Гидрология

Круговорот воды в природе

Гидроло́гия (греч. Yδρoλoγια; от др.-греч. ὕδωρ «вода» + λoγoς «слово, учение») — наука, изучающая природные воды, их взаимодействие с атмосферой и литосферой, а также явления и процессы, протекающие в водах (испарение, замерзание и т. п.).

## Предмет изучения
Гидрология изучает все виды вод гидросферы в океанах, морях, реках, озёрах, водохранилищах, болотах, почвенные и подземные воды.

## Чем занимается
- исследует круговорот воды в природе, влияние на него деятельности человека и управление режимом водных объектов и водным режимом отдельных территорий
- проводит анализ гидрологических элементов для отдельных территорий и Земли в целом
- даёт оценку и прогноз состояния и рационального использования водных ресурсов; пользуется методами, применяемыми в географии, физике и других науках.

## Разделы
- Гидроинформатика применяет современные методы информатики для решения проблем гидрологии.
- Изотопная гидрология[англ.] изучает изотопические характеристики воды.
- Гидрология суши изучает гидрологические процессы, протекающие на поверхности Земли.
  - Гидрометрия изучает методы и средства количественного учёта различных элементов водных объектов и их режимов.
  - Гидрохимия изучает химические характеристики природных вод.
  - Гидробиология изучает на стыке с биологией вопросы жизни и биологических процессов в воде.
  - Гидрогеология изучает происхождение, условия залегания, состав и закономерности движений подземных вод.
  - Гидрометеорология изучает обменные процессы между поверхностью воды и нижними слоями атмосферы.
  - Гидрография описывает физико-географические условия, режимы хозяйственного использования рек, озёр, водохранилищ и т. д.
  - Гидрофизика изучает физические процессы, протекающие в гидросфере; в частности, взаимодействие водных объектов с атмосферой, термические, акустические, оптические и другие физические свойства воды и физические процессы, протекающие в водных объектах, а также в снеге и льде (является так же разделом геофизики).
  - Гидрология почв изучает, как раздел почвоведения, водный режим почв.
  - Инженерная гидрология изучает качественные и количественные изменения водных режимов, возникшие вследствие сооружения гидротехнических сооружений.
  - Тельматология изучает образование, сохранение и исчезновение болот.
  - Лимнология изучает физические, химические и биологические характеристики озёр и других пресных водоёмов, в том числе и водохранилищ.
  - Потамология изучает характеристики рек.
- Океанология изучает характеристики больших масс воды.
- Гляциология изучает природные льды на поверхности Земли, в атмосфере и литосфере.

## Использование результатов исследований
Некоторые данные гидрологии моря используются при плавании и ведении боевых действий надводными кораблями и подводными лодками.